# Claire Bennet
Claire Bennet è un personaggio della serie televisiva Heroes, interpretato da Hayden Panettiere e doppiato da Chiara Gioncardi.

## Biografia
Claire Bennet nasce l'8 agosto 1991, ed è figlia di Nathan Petrelli e Meredith Gordon. Claire viene creduta morta dalla madre naturale, ma in realtà viene presa da Kaito Nakamura e affidata a Noah Bennet e sua moglie Sandra.

### Prima stagione - Volume uno: Genesi
Claire è una cheerleader sedicenne che studia alla Union Wells High School di Odessa, in Texas. La sua vita cambia drasticamente quando scopre di possedere il potere della rigenerazione spontanea, e con il suo amico Zack gira dei video in cui mette alla prova il suo potere.
La prima stagione è in buona parte incentrata su di lei. «Salva la cheerleader, salva il mondo» è infatti la missione degli "heroes" per salvare lei e New York da un tragico destino: Claire era infatti destinata a diventare una delle vittime di Sylar. Nell'episodio Homecoming, questi s'introduce nella sua scuola perché aveva sentito parlare di una cheerleader che aveva salvato un uomo da un incendio senza procurarsi ustioni, ma per un malinteso non uccide Claire, ma la sua amica Jackie Wilcox. Dopo essersi accorto di aver ucciso la persona sbagliata, la insegue finché non interviene Peter Petrelli, che salva la ragazza dal killer. In quella notte, Claire scopre di non essere l'unica persona al mondo ad avere dei poteri e parla della sua scoperta al padre che, qualche giorno dopo, fa cancellare il ricordo del potere di Claire dalla mente delle persone che ne erano a conoscenza, compreso l'amico Zack. Claire, però, viene informata dall'Haitiano di quello che il padre gli aveva chiesto di fare, dicendole che lei non doveva dimenticare il suo potere perché questo è "un dono di Dio". La ragazza allora decide di riprendere a girare i filmati dei suoi esperimenti con Zack.
Dopo l'evasione di Sylar dal laboratorio del padre, questi va a casa sua, intenzionato a ucciderla. Ma lei non è in casa, ma dalla madre biologica, Meredith Gordon, una donna in grado di creare e controllare il fuoco, che aveva recentemente rintracciato grazie all'Haitiano. Sylar, quindi, trova in casa solo Sandra Bennet, che credeva che la figlia fosse all'acquario con Zack. Insospettita dalle troppe domande dell'uomo, Sandra telefona al marito, ma Sylar sta per ucciderla quando arrivano il signor Bennet e l'Haitiano. Sylar scappa e la memoria di Sandra viene rimossa per l'ennesima volta. In seguito a quest'ultima modifica, la memoria della signora Bennet arriverà a dei livelli di vera e propria instabilità, dimostrando di non riconoscere più i suoi cari, fino ad avere un malore. Solo Claire sa cosa sta succedendo alla madre e rinfaccia tutte le sofferenze della famiglia al padre. Di ritorno dall'ospedale viene presa in ostaggio da Matt Parkman, un ex-poliziotto telepatico, e Ted Sprague, un uomo in grado di emettere radiazioni, i quali credono che sia stato Bennet a dare loro i poteri di cui sono dotati e avergli rovinato la vita.
Mentre Matt e Ted interrogano Noah Bennet, si scoprono dei dettagli sul passato di Claire: all'età di due anni era stata data in affidamento al signor Bennet dall'Impresa in quanto figlia di un soggetto avanzato (Nathan Petrelli, ma non sapevano che anche la madre avesse dei poteri), con l'avvertimento di riconsegnare la bambina nel caso manifestasse dei poteri, e venne a sapere della sua adozione a 13 anni. Naturalmente viene interrogata anche Claire, l'unico membro della famiglia a conoscenza della vera attività del padre, e durante l'interrogatorio Ted, intenzionato a vendicarsi, minaccia di sparare alla signora Bennet, ma Noah, Matt e Claire decidono di sparare a quest'ultima, consapevoli che non le sarebbe successo niente. Così facendo, salvano la signora Bennet e Claire, la quale però, decide di intervenire salvando il fratello, ma venendo ripresa in ostaggio con la madre, la quale riesce a convincerla a concedere una seconda possibilità al padre. Questi torna con Matt e l'Haitiano con le informazioni richieste da Ted sulla cura del suo problema, ma gli viene solo detto che l'unico modo per liberarlo dal suo potere sarebbe ucciderlo. Qui arrivano altri uomini dell'Impresa e Ted inizia a emanare potenti radiazioni e si appresta a esplodere. Solo Claire riesce ad avvicinarsi e a sedarlo grazie al suo potere di autorigenerazione, ma nel farlo resta senza la pelle, bruciata nel rogo, che ricresce davanti agli uomini dell'Impresa, i quali ora ne chiedono la consegna. Ma Bennet e l'Haitiano inscenano un rapimento, permettendo alla ragazza di scappare.
Sfuggendo all'Haitiano, Claire decide di rifugiarsi dall'unica persona di cui si fida: Peter Petrelli. Qui però viene anche riconosciuta come figlia illegittima di Nathan, fratello di questi, quindi viene ospitata e progetta la sua fuga in Francia con la nonna. Poco dopo ritrova Peter morto nell'appartamento della nonna e accorgendosi di una scheggia di vetro nel cranio di questi la estrae e lo salva. Peter invita Nathan a chiarirsi con lei e consegna a Claire una pistola dicendole che se lui non riuscirà a fermare l'esplosione, di Ted o di Peter stesso se dovesse assorbire il potere di questi, sarà lei che dovrà fermare il disastro, sparandogli dietro alla nuca, nel punto in cui aveva estratto il pezzo di vetro che lo aveva ucciso. A malincuore, Claire acconsente. Successivamente Noah Bennet raggiunge la figlia e le ordina di lasciare la città con Peter e Ted. Mentre pianificano la loro fuga nel Nebraska, Peter sente i pensieri di Sylar che li sta pedinando, e si nascondono quindi in un edificio in costruzione li vicino. Quando escono, Ted viene arrestato dall'FBI, che li ha raggiunti in seguito a una telefonata anonima di Sylar. Questi distrugge il mezzo che trasporta Ted, e lo uccide assorbendone il potere. Dopo aver ricevuto la notizia, Bennet chiede a Peter di stare vicino a sua figlia e lui acconsente. Ma Claire, sentitasi tradita da Peter quando questi chiede aiuto al fratello Nathan, scappa via imbattendosi nella nonna, che la obbliga a lasciare la città con lei e Nathan. Quando scopre che loro erano già da tempo a conoscenza di quello che sarebbe accaduto e che sanno come fermare l'esplosione, salta dalla finestra dell'ufficio di Nathan e fugge via. Dopo essersi rigenerata in seguito alla caduta, corre al Kirby Plaza dove trova Peter che sta per esplodere. Allora suo padre le dà una pistola per sparagli come lei aveva promesso, ma Claire esita supplicando Peter di trovare un'altra soluzione. In quel momento, Nathan atterra in mezzo a loro e gli altri possono solo guardarlo volare via con suo fratello nella stratosfera dove Peter esplode, salvando New York. Dopodiché, Claire si riconcilia con suo padre e insieme progettano di riunirsi con il resto della famiglia.

### Seconda stagione - Volume due: Generazioni
Nella seconda stagione Claire si è trasferita in California con la sua famiglia sotto il falso nome di Claire Butler. Qui viene quasi investita da West Rosen, un ragazzo che scoprirà frequentare il suo stesso corso di scienze. Dopo l'ora di ginnastica in cui ha assistito con un po' di invidia alle prove delle cheerleader (di cui non fa parte in questa scuola), tenta un salto mortale senza materassino e la mancanza di allenamento la fa atterrare male, tanto da fratturarsi una caviglia. Proprio mentre la frattura si ricompone sopraggiunge West, che apparentemente non si accorge di nulla. West è anch'egli un soggetto avanzato, dotato del potere del volo. Claire è incuriosita dall'essenza dei suoi poteri e comincia a pensare di cercare un modo di usarli per aiutare gli altri. Riprendendo i test già visti nella prima stagione su sé stessa, Claire usa un paio di forbici per tagliarsi via un dito che ricresce poco dopo. West vede la scena e scappa. Dopo poco tempo i due instaurano una relazione, ma Claire scopre da dei segni sul suo collo che il ragazzo ha già avuto a che fare con suo padre, che nel frattempo, allarmato da alcuni quadri premonitori di Isaac Mendez, le aveva fatto promettere di non uscire con nessuno. Claire allora, per nascondere i suoi appuntamenti con West, finge di aver fatto un provino per entrare nelle cheerleader. Claire riesce poi realmente a entrare nella squadra con l'aiuto di West: lui finge di essere un super criminale che uccide Claire facendola precipitare e rompendole il collo di fronte alla ubriaca Debbie, il capitano della squadra. Scioccata, la ragazza racconta il fatto alla polizia, ma questi non le credono poiché la ragazza beve alcolici e Claire è ancora viva; in seguito Debbie viene sospesa e espulsa dalla squadra e Claire la sostituisce. Però la notizia viene diffusa dai giornali, che mostrano Claire in secondo piano in una foto, e la famiglia è costretta a trasferirsi altrove, ma questa, stanca di scappare, si rifiuta di andarsene.
Come il padre prevedeva, Claire viene rapita da Bob Bishop, che vuole usare il suo sangue per ricavarne un antidoto efficace contro il virus Shanti. Il padre, per liberare Claire, rapisce Elle Bishop con l'aiuto di West chiedendo la liberazione della figlia in cambio. Appena Elle viene liberata, cerca di uccidere West e Claire, ma Bennet le spara a un braccio e cerca di uccidere Bob, ma Suresh a sua volta gli spara e lo uccide. Tornata a casa la ragazza non può che dire alla madre e al fratello della morte del padre, ma non sa che nel frattempo Mohinder sta usando il suo sangue per curarlo e riportarlo in vita. Claire cerca lo scaccia-pensieri che le aveva regalato l'Haitiano, per chiamarlo e chiedergli di cancellarle tutti i ricordi che la legano a suo padre, ma West la fa desistere, dicendole che lei non deve dimenticarlo. Quella sera, Bob manda alla famiglia le presunte ceneri del signor Bennet e Claire stessa le sparge nell'oceano, dicendogli addio.

### Terza stagione

#### Volume tre: Criminali
All'inizio della terza stagione, Claire, venuta a sapere dell'attentato al padre biologico, telefona a Peter Petrelli per chiedergli se gli serve un po' del suo sangue; tuttavia a rispondergli dall'altro capo del telefono è il Peter del futuro (che ha sigillato il Peter del presente nel corpo di Jesse, uno dei criminali rinchiusi dall'Impresa), e questi gli intima di rimanere a casa per non correre rischi. Per la cheerleader, il Peter del futuro la spinge involontariamente tra le grinfie di Sylar, che l'aggredisce proprio mentre è da sola tra le mura domestiche; il killer nonostante venga ferito da un coltello da cucina riesce a scoperchiare il cranio della ragazza e si salva assimilando il suo potere.
Quando per proteggere la sua famiglia, Noah Bennet manda a casa sua la madre biologica di Claire, Meredith Gordon, Claire, non volendo passare il resto della vita da vittima, supplica la donna di insegnarle a difendersi, ma questa rifiuta. Successivamente ruba una lista dei prigionieri fuggiti dal livello 5 e scappa di casa con l'intenzione di catturarli da sola; riuscirà a trovare Stephen Canfield, e dopo aver capito che era stato rinchiuso ingiustamente per via del suo pericoloso potere di creare buchi neri, tenterà di aiutarlo a ricongiungersi ai suoi cari, che però hanno paura di lui: l'uomo non regge tale rifiuto, e dopo il ricatto di Bennet che gli impone di uccidere Sylar per essere libero, Canfield si suicida chiudendosi in un buco nero: Claire rimane disgustata del comportamento del padre.
In seguito, con l'aiuto della madre adottiva (Sandra) e di quella biologica (Meredith Gordon), la cheerleader riesce a ricatturare il marionettista Eric Doyle. Una volta a casa, trovano ad attenderle Elle che, con i poteri ormai fuori controllo e licenziata dall'Impresa, si è recata da loro alla ricerca di Noah, nella speranza che questi possa darle qualche informazione circa la Pinehearst, da cui aveva ricevuto l'offerta di una cura per rimuoverle i poteri. Claire, anche lei stanca del suo potere, decide di recarsi insieme a Elle alla sede della Pinehearst, così da liberarsi dei loro poteri ormai fuori controllo. Giunte sul posto le due vedono Peter che, gettato fuori da una finestra del settimo piano ma incredibilmente ancora vivo, rivela loro di esser stato realmente privato dei suoi poteri: Elle entusiasta della scoperta entra nell'edificio, mentre Claire, capendo che c'è qualcosa di malvagio nell'organizzazione, fugge assieme a Peter. La ragazza vorrebbe restare insieme al depotenziato zio biologico per proteggerlo, ma questi teme per il suo futuro e la lascia dunque al padre adottivo Noah, che decide di insegnargli i principi del corpo a corpo.
Claire, addestrata dal padre fa parecchi progressi nel combattimento, ma, durante una sessione d'allenamento i due vengono sorpresi da Sylar ed Elle, i quali riescono a spararle proprio mentre questa è priva di poteri a causa dell'eclissi. Per via appunto di tale situazione la ragazza si troverà e combattere tra la vita e la morte e riuscirà a sopravvivere solo grazie al ritorno dei suoi poteri.
Nell'ultimo episodio, aiuterà il padre adottivo e la nonna biologica a combattere l'assalto di Sylar, che sarà proprio lei a mettere fuori gioco; tuttavia la battaglia comporterà la perdita della madre biologica della ragazza, dalla quale Claire si separerà in lacrime poco prima che la Primatech bruci.

#### Volume quattro: Fuggitivi
All'inizio del quarto volume troviamo Claire impegnata a scegliere l'università in cui iscriversi, consigliata dalla madre Sandra e dalla nonna Angela; prima di partire per un qualunque posto però Claire sembra interessata a voler chiudere i conti con il padre che sembra sapere lavori ancora per qualcosa di losco. Ascoltandone le telefonate scopre che anche il padre biologico è coinvolto in un piano governativo dedito a catturare le persone speciali; scoprendo anche i prossimi due obbiettivi: Peter e Matt. Avverte il primo per telefono e lo mette in guardia, mentre Matt lo raggiunge nel suo appartamento dove tuttavia vengono narcotizzati e catturati.
Inizialmente Claire viene divisa dagli altri prigionieri e allontanata (la sua immunità era il prezzo richiesto da Noah per la sua collaborazione) tuttavia la ragazza si ribella e riesce ad entrare di nascosto sull'aereo in cui i prigionieri vengono caricati; liberato Peter, provoca l'incidente che causa la caduta dell'aereo mentre questi è in volo.
Claire cercherà di rendersi utile per far fuggire il più possibile degli ostaggi una volta precipitato l'aereo; ma Danko la catturerà e la riporterà dei suoi due padri; che la riporteranno in Costa Verde.
In seguito Claire aiuterà un ragazzo di nome Alex a fuggire all'estero per salvarlo dalla prigionia in quanto soggetto avanzato capace di respirare sott'acqua. Durante tali operazioni Claire dovrà rivelare alla madre la nuova attività del padre con il risultato che la donna butta Noah fuori di casa.
Seppur controvoglia aiuterà perfino Eric Doyle a fuggire dai soldati nonostante questi l'avesse fatta soffrire in passato; dando così prova di grande maturità.
Quando il suo "lasciapassare" scadrà per via dello spodestamento di Nathan da parte di Danko; il padre biologico la preleverà e la farà fuggire con lui in Messico.
Sarà proprio in Messico che padre e figlia appianeranno definitivamente le loro divergenze.
Più tardi si riunirà a Coyote Sands assieme al resto dei Petrelli ed al padre adottivo Noah; qui ascolterà narrata da Angela la storia dell'Impresa e scoprirà la proposta della donna di fondarne un'altra.
In seguito a ciò la ragazza si recherà a Washington seguendo i sogni premonitori della nonna che vedono Nathan in pericolo: l'ex cheerleader riesce a raggiungere il padre biologico in ufficio, ma giunta sul posto scopre l'uomo essere in realtà Sylar, che con la telecinesi l'aggredisce. Tuttavia viene salvata dal vero Nathan e da Peter; i quali ingaggiano un combattimento con Sylar in cui lo zio biologico riesce a toccare il serial killer copiando un suo potere. Quando Nathan e Sylar continuano la battaglia all'esterno, è proprio Claire, assieme al padre adottivo ed al nuovo potere di Peter a fare un nuovo piano per salvare il presidente, piano che andarà a buon fine e porterà alla cattura di Sylar. In seguito Claire assisterà alla cremazione del corpo dell'uomo, senza sapere che in realtà è vivo e vegeto sotto le spoglie del di lei padre biologico.

### Quarta stagione - Volume cinque: Redenzione
Claire inizia il college e vorrebbe solo una vita normale. Fa amicizia con Gretchen, una ragazza che la riconosce come la Claire Bennet del Texas. Ben presto il destino la porta nuovamente a fare l'eroina quando Annie, la sua compagna di stanza, viene trovata morta buttata giù da una finestra. Claire e Gretchen indagano, e grazie all'amica, Claire scopre che non si tratta di suicidio, dato che se così fosse il corpo morto sarebbe caduto in tutt'altro modo. Testando questa teoria gettandosi in prima persona (e sopravvivendo grazie al suo potere), scopre che Gretchen ha ragione; e dal canto suo Gretchen scopre il potere di Claire avendola vista rialzarsi da terra dopo la caduta.
Claire cercherà in seguito di evitare Gretchen per non dover parlare con lei in proposito dei suoi poteri; tuttavia quando il padre le consiglierà di far intervenire l'Haitiano Claire si rifiuterà e deciderà di affrontare da sé la situazione rivelano a Gretchen tutta la verità, dal discorso che ne deriva le due inizieranno a conoscersi meglio e più profondamente, finendo per fare amicizia. Tanto che infine Claire le chiederà di diventare la sua nuova compagna di stanza.
Il giorno dopo, l'ex cheerleader aiuterà il padre con i colloqui per trovare un nuovo lavoro.
Al college, Claire viene avvicinata da una confraternita, le Psi Alpha Chi, le quali le chiedono di unirsi a loro (il ruolo le appartiene per diritto di nascita in quanto anche Sandra ne faceva parte). Claire convince allora l'amica Gretchen ad entrare nella confraternita assieme a lei. In seguito a ciò tra le due iniziano ad esserci strane tensioni e Claire inizia a sospettare che Gretchen stia tramando qualcosa contro di lei, ma Gretchen le rivela di essersi innamorata di lei e la bacia. Prima che Claire possa dire qualcosa tuttavia le Psi Alpha Chi chiamano entrambe per la cerimonia di iniziazione, dove Rebecca, presidentessa delle Psi Alpha Chi e nipote di Samuel, attenta alla vita di Gretchen per conto dello zio Samuel.
La stessa Claire rimane ferita e si rigenera davanti altre due novizie che sono presenti. Per risolvere questo problema, Noah chiamerà l'Haitiano, il quale rimuove dalle menti delle ragazze i ricordi in proposito. In seguito Claire scopre che Gretchen, terrorizzata vuole andarsene.
Poco dopo la ragazza viene avvicinata da Samuel, il quale le rivela di essere li per lei e di conoscere i suoi poteri. Claire, senza farsi intimorire prende tempo fino all'arrivo del padre che stordisce il circense e lo cattura; in seguito però Samuel viene soccorso dalla nipote e, Claire, vedendo il padre accanirsi su Becky gli intima di fermarsi dando tuttavia in questo modo alla ragazza il tempo di fuggire con lo zio.
Il giorno seguente, Claire troverà una traumatizzata Tracy Strauss priva del controllo sul suo potere rintanatasi nell'appartamento del padre e cerca di aiutarla come può.
Da lì a poco arriva il giorno del Ringraziamento e la ragazza lo passa a casa di suo padre con sua madre come ospite, accompagnata dal suo nuovo fidanzato e Lauren, una vecchia amica del padre. All'inizio la ragazza è frustrata dalla tensione che si crea tra i genitori, tuttavia più avanti nella serata arriva l'amica Gretchen, invitata a sorpresa dal padre, e le cose sembrano migliorare.
Finita la cena inoltre, Claire trafuga la bussola in possesso del padre ed assieme all'amica si dirige verso il luna park dei Sullivan. Giunte sul posto e passatavi un po' di tempo all'interno, Claire comprende della malvagità di Samuel, e lasciato il luogo si dirige in cerca di aiuto.
Messa poi al corrente della morte del padre biologico Nathan si dirige tristemente al funerale, dove incontra Peter; nel tentativo di consolarlo comprende che il giovane cerca vendetta in un gesto plateale per sfogarsi; dunque decide di seguirlo mentre questi sventa un atto terroristico ad opera di un folle rimanendo ferito da una pallottola. Il suo aiuto tempestivo permette a Peter di copiare il suo potere, salvandolo quindi da morte certa. In seguito lei e lo zio parlano a lungo consolandosi a vicenda, e parlando anche dei loro legami; appena suo zio viene a sapere di West Rosen gli chiede di incontrarlo e, non appena lo conduce da lui, Peter ne assorbe il potere del volo dando poi un saluto di addio all`ex cheerleader che comprende dunque di non essere riuscita a persuaderlo dal mettere la sua vita in pericolo.
Più avanti Sylar, dopo aver assunto l'identità di Gretchen, si avvicina a Claire e la convince a parlare proprio di Sylar e di cosa dovrebbe fare secondo lei per redimersi. Claire gli rivelerà che se vuole salvarsi l'unico modo è rinunciare a tutti i suoi poteri. Successivamente, venuta a sapere del piano del padre di attaccare il luna park, decide di correre in soccorso del circo in quanto sono solo pedine innocenti nelle mani di Samuel. Al circo incontra Lydia e gli racconta tutto, ma le due vengono sorprese de Samuel che uccide l'empate e rapisce Claire. Dopo averle fatto vedere il passato di Noah grazie al potere di Damien cerca di convincerla a passare dalla sua parte, ma la ragazza ha fiducia nel padre e rifiuta. Sicché Samuel le dice dove l'ha imprigionato; subito la cheerleader si dirige nel rimorchio dove si trova il padre legato, ma non fa in tempo a liberarlo che Samuel fa sprofondare il posto nella terra imprigionando Claire e Noah; tuttavia poco dopo verranno entrambi salvati da Tracy e Lauren; e, mentre Noah verrà lasciato alle loro cure in quanto compromesso dalla mancanza di ossigeno, Claire, immune a tutto ciò corre in soccorso di Peter, che sta ingaggiando la lotta con Samuel a Central Park, e sarà proprio lei a dire ad Hiro di teletrasportare via tutti i soggetti avanzati del parco per togliere i poteri al nemico.

#### Prologo al volume sei: Il mondo nuovo
Rimasta nel parco ormai deserto, dopo la vittoria di Peter su Samuel, l'ex cheerleader decide di smetterla con le bugie ed il nascondersi nell'ombra e, salita sulla ruota panoramica si getta nel vuoto rivelando il suo potere davanti alle telecamere poste a registrare lo spettacolo, e facendo così scoprire al mondo l'esistenza dei soggetti avanzati.

## Heroes Reborn
Dopo che Claire fa prendere coscienza all'umanità dell'esistenza dei soggetti avanzati, le persone cercano di coesistere pacificamente con loro, a Odessa si tiene un summit, Humans & Evos United, un'occasione per celebrare e stimolare la coesistenza pacifica tra le persone normali e quelle dotate di abilità soprannaturali. 
Claire che avrebbe dovuto partecipare, non vi riesce in quanto incinta e dato che sta per partorire viene ricoverata d'urgenza. 
Mentre purtroppo c'è un'esplosione che rovina il summit, Claire dà alla luce due gemelli, Nathan e Malina, ma muore a causa di un infarto che il suo potere rigenerante non riesce a guarire dato che Nathan, proprio come il nonno e lo zio di Claire (Arthur e Peter) possiede il potere della mimica empatica, e dunque priva la mamma del potere rigenerante, portando Claire alla morte.

## Vita sentimentale
Nella prima stagione, Claire stringe una forte amicizia con Zach, unico a sapere dei suoi poteri. Si infatua del quarterback della sua scuola Brody, ragazzo molto popolare che la bacia ad una festa. Questi dopo averla isolata cercherà di violentarla e lei si vendicherà provocandogli un incidente con la macchina. Noah Bennet, in seguito, cancellerà i ricordi di Brody grazie all'Haitiano.
Nel futuro alternativo dell'esplosione è prossima alle nozze con Andy, un suo collega di lavoro a cui nasconde però la realtà sul suo potere e la sua identità. Nella seconda stagione, si innamora di West Rosen, un ragazzo con la capacità di volare, che lascia a fine stagione. Nella terza stagione si infatua di Alex, un fuggitivo da lei aiutato, ma i due si scambieranno un unico bacio prima di separarsi, sia per far scappare il ragazzo, sia per il desiderio di Claire di non avere relazioni. Nella quarta stagione diverrà oggetto delle attenzioni di Gretchen Berg, ragazza bisessuale sua compagna di stanza al college, che le darà anche un bacio. Ma Claire respingerà tali attenzioni.

## Poteri e abilità
Il potere di Claire è la rigenerazione cellulare spontanea: le sue cellule sono in grado di rigenerarsi ed è quindi in grado di procurarsi qualunque tipo di ferita o frattura senza rischiare di morire. Proprio per testare queste sue capacità nel primo episodio, insieme al suo amico Zack, entusiasta dalla cosa, comincia a realizzare dei filmati dove cerca di capire qual è il limite del suo potere. L'unico modo per ucciderla definitivamente sembra essere quello di danneggiare irrimediabilmente o asportarle il cervello.
Nella seconda stagione si scopre che il potere di Claire permette anche di far ricrescere le estremità del corpo perse, come le dita, e che il suo sangue può curare la persona che lo riceve da ogni tipo di danno. Sfruttando questo potere, HRG verrà riportato in vita dopo essere stato ferito a morte da Mohinder Suresh.
Grazie al suo potere viene lasciato intendere che vivrà molto a lungo, forse per sempre, poiché Adam Monroe, un personaggio con il suo stesso potere, ha quasi quattrocento anni e l'aspetto di un trentenne in perfetta forma fisica. Nella terza stagione il potere di Claire si evolve, permettendole di non sentire più alcun tipo di dolore.
Nel quarto volume viene rivelato che grazie al suo potere Claire è completamente immune a droghe, veleni, sonniferi, alcol e qualunque altra sostanza debilitante per una persona normale: la cheerleader può infatti assorbire tali veleni chimici in brevissimo tempo senza dimostrarne gli effetti o dimostrandoli per pochi istanti, inoltre non è soggetta a assuefazione.